# Wołycia (obwód tarnopolski)
Wołycia (ukr. Волиця; hist. Wulka) – wieś na Ukrainie, w obwodzie tarnopolskim, w rejonie tarnopolskim (do 2020 brzeżańskim). W 2001 roku liczyła 533 mieszkańców. 
W II Rzeczypospolitej miejscowość w powiecie brzeżańskim województwa tarnopolskiego.
W 1944 nacjonaliści ukraińscy z OUN-UPA zamordowali tutaj 10 Polaków.